# Publio Cornelio Lentulo (pretore 214 a.C.)
Publio Cornelio Lentulo (latino: Publius Cornalius Lentulus; 253 a.C. circa) è stato un politico e militare romano.

## Biografia
Nel 214 a.C. venne eletto pretore e gli fu affidata la Sicilia. Venne quindi posto a capo delle 2 legioni "cannensi", e posto sotto il comando del console, Marco Claudio Marcello. Gli fu prorogato il comando come propretore, sia l'anno successivo, sia quello dopo (212 a.C.).